# تاكويا شيغههيرو
تاكويا شيغههيرو (باليابانية: 重廣 卓也) (مواليد 5 مايو 1995) هو لاعب كرة قدم ياباني.

## وصلات خارجية
- تاكويا شيغههيرو على موقع رابطة كرة القدم اليابانية للمحترفين (اليابانية)
- تاكويا شيغههيرو على موقع دوري كوريا الجنوبية (الإنجليزية)
- تاكويا شيغههيرو على موقع قاعدة بيانات كرة القدم.إي يو (الإنجليزية)
- تاكويا شيغههيرو على موقع Soccerway.com (الإنجليزية)
- تاكويا شيغههيرو على موقع عالم كرة القدم.نت (الإنجليزية)